# Anshan (Persia)
Anshan  (elamita cuneiforme: 𒀭𒍝𒀭 Anzan; 
𒀭𒊓𒀭𒆠
Ansanᴷᴵ, en sumerio: 𒀭𒊭𒀭𒆠 Anšanᴷᴵ) moderna Tall-e Malyan (en persa: تل ملیان‎), también Tall-i Malyan, fue una ciudad del antiguo Imperio elamita y antigua Persia. Shiraz en Irán. Estaba situada en los Montes Zagros, en el suroeste de Irán, aproximadamente a 46 km al norte de Shiraz  y a 43 km al oeste de Persépolis, en la llanura de las ciudades de Beyza/Ramjerd, en la  provincia de Fars. Se encuentra a una altitud de 1600 m.
La mayor parte de lo que se sabe sobre Anshan se ha descubierto a través de artefactos antiguos descubiertos en excavaciones arqueológicas en Tall-e Malyan y pasajes de los primeros textos elamitas.

## Historia
Se considera que Anshan es el origen de una de las civilizaciones conocidas más antiguas del mundo. Estuvo ocupada ininterrumpidamente desde antes del 4000 a. C. hasta el 1000 a. C. y estuvo vinculada políticamente a los elamitas de Susa, así como a los mesopotámicos. Los estudiosos desconocían su ubicación exacta hasta 1973, cuando los artefactos descubiertos en las excavaciones arqueológicas de Tall-i Malyan confirmaron su localización. Antes de eso, los investigadores solo sabían que se encontraba en algún lugar de la cordillera central de Zagros.
Durante el período protoelamita (finales del 4000 a. C.), se convirtió en una de las principales ciudades de la región, gracias a su ubicación en importantes rutas comerciales. Durante el periodo Banesh (3400-2800a. C.), con 50 ha, tenía 5 veces el tamaño de Susa.
El territorio de Marvdasht, donde se encuentra la ciudad de Anshan, es un complejo de varios valles y llanuras interconectados. A mediados del periodo Banesh final (3100-2800 a. C.), Anshan contaba con un recinto amurallado de 200 hectáreas. También contaba con varias aldeas subsidiarias y campamentos.
La ciudad elamita aparece en la epopeya sumeria temprana Enmerkar y el Señor de Aratta como «ruta» entre Uruk y la legendaria Aratta, supuestamente alrededor de la época en que se desarrolló la escritura. En varias épocas, Anshan proporcionó, por derecho propio, el origen de varias dinastías elamitas que a veces competían por extensión e influencia con otras ciudades elamitas prominentes.
Las primeras evidencias de la existencia de Anshan se encuentran en la Lista Real Sumeria, donde se hacen muchas referencias a gobernantes de Awan. Al comienzo del reinado del rey acadio Manishutusu (2270 a 2255 a C) los reinos orientales de Anshan y Sheriku, o Serihu, se coaligaron y debieron amenazar o atacar a Sumer o quizás influían en los reinos de Awan y Warakshe que estaban más o menos sometidos. Manishutusu libró contra ambos reinos una guerra, de la que se sabe que conquistó 32 ciudades. Ambos reinos elamitas pasaron a formar parte de sus dominios. Hacia 2325 a. C. el reino de Anshan era vasallo de Acad, pero debió de independizarse hacia 2221 a.. C., es decir, unos 100 años después.. Cuando el Imperio acadio se debilitó bajo sus sucesores, el gobernador nativo de Susa, Kutik-Inshushinnak, un vástago de la dinastía Awan, proclamó su independencia de Acad y capturó Anshan. A continuación, Gudea de Lagash afirmó haber subyugado Anshan en el 2200 a. C. Los gobernantes neosumerios Shulgi y Shu-Sin de Ur mantuvieron sus propios gobernadores sobre el lugar.  Un ensi de Ashan se casó con una hija de Shulgi para propiciar una alianza, lo que no fue óbice para que Shulgi, en el año 34 de su reinado destruyera Ashan. Su sucesor, Ibbi-Sin, parece haber pasado su reinado enfrascado en una lucha perdida por mantener el control sobre Anshan, que finalmente desembocó en el saqueo elamita de Ur en 2004 a. C., momento en el que la estatua de Nanna, y el propio Ibbi-Sin, fueron capturados y trasladados a Anshan.
En la época del Imperio paleobabilónico, el rey Gungunum de Larsa dató su quinto año de reinado tras la destrucción de Anshan.

Oriente Próximo Mapa en que aparece Anshan en el territorio de Elam (en morado).

Durante el periodo elamita primitivo, los gobernantes eran conocidos como los reyes de Awan, pero más tarde se hace referencia a ellos como los reyes de Anzan, Susa y Elam. También hay pruebas que sugieren que Awan pudo haber sido un distrito político que formaba parte de un Anshan más grande. Sobre todo porque se ha descubierto que Anshan era política y culturalmente avanzada. A partir del siglo XV a. C., los gobernantes elamitas de Susa comenzaron a utilizar el título de «Rey de Anshan y Susa» (en los textos acadios, los topónimos se invierten, como «Rey de Susa y Anshan»), y parece probable que Anshan y Susa estuvieran de hecho unificadas durante gran parte del «periodo elamita medio». El último rey en reclamar este título fue Shutruk-Nahhunte (ca. 1184-1155 a. C.).
Anshan cayó bajo el  dominio persa en el siglo VII a. C., tras haber sido capturada por Teispes (675–640 a. C.), antepasado de Ciro el Grande y que se autodenominaba «el gran rey, rey de Anshan». Durante otro siglo, durante el periodo de decadencia elamita, Anshan fue un reino menor, hasta que los aqueménidas, en el siglo VI a. C., emprendieron una serie de conquistas desde Anshan, que se convirtieron en el núcleo del Imperio aqueménida. Ciro I  fue monarca de Anshan.
Las pruebas de la conexión con el Imperio aqueménida pueden vincularse a través de los escritos del Cilindro de Ciro que trazan el linaje de Ciro II el Grande. Se hace referencia a Ciro como el «rey de la ciudad de Anshan»  y a sus antepasados como «el gran rey, rey de la ciudad de Anshan».

## Arqueología
En el siglo XIX, Fārs-nāma-ye Nāşeri, fue el primero que se refirió a Tall-e Malyan como yacimiento arqueológico.
El yacimiento de Anshan abarca unas 200 hectáreas. La característica principal es un montículo bajo de cima plana de unas 130 hectáreas de 4-6 m de altura. En tres de sus lados hay restos de una muralla de 20 metros de ancho y 5 km de longitud, que data de los periodos Banesh final y Kaftareh. Los excavadores denominaron montículo TUV a un pequeño yacimiento situado a unos 300 metros al noreste del principal. Este subyacimiento solo estuvo ocupado durante la fase Banesh de finales del 4000 a. C., cuando cubría 3 hectáreas, mientras que el yacimiento principal tenía una superficie de unas 50 hectáreas. En TUV se encontraron tablillas protoelamitas al mismo nivel que en el túmulo principal.
Fereidoon Tavallali, del Servicio Arqueológico de Irán, trabajó en el yacimiento por primera vez en 1961. No parece que existan registros ni publicaciones de ese trabajo, aunque algunos artefactos acabaron en el Museo de Persépolis.
La excavación científica comenzó en 1971 con un equipo, dirigido por William Sumner, de la Universidad de Pensilvania y la Universidad Estatal de Ohio tras un estudio realizado en 1968. Tal-i Malyan fue excavado por Kamyar Abdi en 1999. En 2004, el  Ministerio de Patrimonio Cultural, Artesanía y Turismo de Irán y la  Dartmouth College llevaron a cabo otra excavación de seis semanas tras una investigación realizada en 1968.
El hallazgo más notable fue el de un ladrillo de construcción encontrado en un lugar indeterminado de Irán en 1971. Se publicó una fotografía en una publicación arqueológica francesa que contenía inscripciones de este ladrillo que fueron clave para identificar la ciudad perdida. Estas inscripciones estaban escritas en elamita y se cree que formaban parte de un templo construido por los reyes elamitas a los dioses en Anshan. La tableta contenía el nombre del soberano elamita Hutelutush-Inshushinak y de sus hijos e hijas. Tras traducir un grupo de tablillas halladas en el yacimiento de Tall-i Maylan el otoño siguiente, Erica Reiner, del Instituto Oriental de la Universidad de Chicago, pudo cotejar estas escrituras con las del ladrillo. También coincidían con las escrituras de las tablillas descubiertas por el equipo de Pensilvania, que nombraban específicamente a Anshan. En 1973 se confirmó que este lugar era la ciudad perdida de Anshan.
El equipo de Pensilvania encontró en el yacimiento tres grupos distintos de tablillas. El grupo más antiguo contiene 33 tablillas y fragmentos de arcilla sin cocer que datan del 3000 a. C. (en el nivel III). Algunas se encontraron en el área de excavación ABC del montículo principal, en estructuras de edificios monumentales, y el resto en estructuras menores del submontículo TUV. Ese conjunto de tablillas no se ha traducido porque la escritura es protoelamita. El siguiente conjunto de tablillas están inscritas en cuneiforme, en la variante babilónica antigua del idioma acadi, y datan del Imperio paleobabilónico c. 1800 a. C. Estas tablillas denotan una influencia mesopotámica. El tercer conjunto de tablillas (en el nivel II), en elamita cuneiforme, son las que utilizó Erica Reiner para identificar positivamente la ubicación de Anshan. Datan de la última parte del Periodo Elamita Medio y en su mayoría forman parte de un archivo. El edificio que contenía las tablillas fue destruido por un incendio que las coció, pero al derrumbarse dañó varias de ellas. Hay unas 50 tablillas completas. Se llegó a un acuerdo entre los investigadores y el gobierno iraní por el que este podía elegir diez objetos y el resto se dividiría a partes iguales entre ambas partes. El gobierno iraní optó por llevarse varias de las tablillas en su elección de los diez objetos originales.